# Hôtel du plaisir pour SS
Pour plus de détails, voir Fiche technique et Distribution.
Hôtel du plaisir pour SS (Casa privata per le SS) est un film italien réalisé par Bruno Mattei, sorti en 1977. Il s'agit d'un film de nazisploitation.
En France, sous le titre de Maison pour SS, il fut l'objet d'un refus de visa d'exploitation en 1979 puis en 1980 avant d'être interdit aux mineurs en 1984,,.

## Synopsis
Après l'Opération Valkyrie, la SS embauche des prostituées afin de débusquer les traitres à éliminer parmi les généraux de la Wehrmacht et de la SS.
Le film s'achève par le suicide collectif des prostituées et des SS à l'annonce du suicide d'Hitler.

## Fiche technique
- Titre original : Casa privata per le SS
- Titre français : Hôtel du plaisir pour SS
- Titre alternatif : La Maison privée des SS
- Réalisation : Bruno Mattei
- Scénario : Bruno Mattei et Giacinto Bonacquisti (it)
- Photographie : Emilio Giannini
- Montage : Vincenzo Vanni
- Musique : Gianni Marchetti
- Pays d'origine : Italie
- Format : Couleurs
- Date de sortie : 1977

## Distribution
- Gabriele Carrara : Hans Schellenberg
- Marina Daunia : Frau Inge
- Macha Magall : Madame Eva
- Vassili Karis : Captain Heinkel
- Tamara Triffez : Hanna Wessel
- Ivano Staccioli : Général Berger
- Lucic Bogoliub Benny : Oskar Dirlewanger
- Eolo Capritti : Général von Kluger
- Luciano Pigozzi : Prof. Jürgen
- Walter Brandi : Général von Fitzbellen
- Giovanni Attanasio : Général von Thrift
- Aldo Formisano : Général von Richthofen
- Galliano Sbarra : Général von Bomberg